# 弗朗切斯卡·曼恩
弗朗切斯卡·曼恩（Franceska Manheimer-Rosenberg，1917年2月4日—1943年10月23日），是一位波蘭猶太人芭蕾舞演員。根據一些報道，她在奧斯威辛集中營被囚禁時殺死了一名納粹黨軍官約瑟夫·席林格（Josef Schillinger），並至少打傷了另一名納粹黨員威廉·艾默里奇（Wilhelm Emmerich）。 據說，在她本人被殺之前，她的行為引發了其他女猶太人囚犯起義。

## 生平
弗朗切斯卡·曼恩是一位居住在華沙的年輕舞者，在伊雷娜·普魯西卡 (Irena Prusicka) 舞蹈學校學習舞蹈。1939年，她在布魯塞爾國際舞蹈比賽中在125名年輕芭蕾舞者中獲得第四名。無論在古典或現代劇目中，她都被認為是波蘭同代人中最美麗、最有前途的舞者之一。
第二次世界大戰初期，她是華沙旋律宮夜總會的表演者，後來成為華沙猶太區的囚犯。
菲利普·穆勒（Filip Mueller）的著作《奧斯維辛目擊者》以及前比克瑙囚犯傑爾澤·塔鮑(Jerzey Tabau) 的記述中都提到了她。
1943年10月23日，大約1,700名波蘭猶太人乘坐客運列車抵達奧斯威辛-比克瑙集中營，儘管他們被告知將被帶到德累斯頓附近一個名為貝爾高的轉移營，並從那裡繼續前進前往瑞士交換德國戰俘，乘客中包含弗蘭西斯卡·曼恩。1943年7月，德國人逮捕了波蘭酒店中600名猶太居民，一些被送往貝爾根-貝爾森，其他人則被送往法國維特爾等待前往南美洲。
根據一些訊息來源，這些新來猶太人被告知他們必須在越過邊境進入瑞士之前進行消毒。他們被帶進毒氣室旁的更衣室，並被命令脫掉衣服。隨後她使用手槍（許多報道說是他自己的）打死了點名軍官約瑟夫·席林格，開了兩槍，打傷了他的腹部。 然後她開了第三槍，打傷了另一名黨衛軍中士威廉·艾默里奇。
隨後增援部隊被召集，集中營指揮官魯道夫·霍斯帶著其他攜帶機關槍和手榴彈的黨衛軍士兵前來。根據菲利普·穆勒的說法，所有尚未進入毒氣室的人都被機槍掃射倒地。其他猶太婦女則被處決，弗朗西斯卡用偷來的手槍結束了自己的生命。由於各種相互矛盾的說法，還不清楚接下來到底發生了什麼事；唯一確定的是那天席林格死亡，艾默里奇受傷，所有猶太婦女都被殺。